# Gammarus zaddachi
Gammarus zaddachi är en kräftdjursart som beskrevs av Sexton 1912. Gammarus zaddachi ingår i släktet Gammarus och familjen Gammaridae. Arten är reproducerande i Sverige. Inga underarter finns listade i Catalogue of Life.